# Classic Car Panels
Classic Car Panels war ein britischer Hersteller von Automobilen.

## Unternehmensgeschichte
Dicky Dawes gründete 1992 das Unternehmen in Frome in der Grafschaft Somerset. Er begann mit der Produktion von Automobilen und Kits. Der Markenname lautete zunächst Aleat. Im gleichen Jahr endete die Produktion vorerst. 1994 oder 1996 wurde die Produktion wieder aufgenommen. Nun lautete der Markenname Tripacer oder Tri-Pacer. 2001 endete die Produktion endgültig. Insgesamt entstanden etwa 25 Fahrzeuge.

## Fahrzeuge

### Markenname Aleat
Unter diesem Markennamen gab es nur ein Modell. Die Basis bildete ein Fahrgestell von Kougar Cars. Darauf wurde eine offene zweisitzige Karosserie aus Aluminium montiert. Motoren von Jaguar Cars trieben die Fahrzeuge an. Bausätze kosteten 12.000 Pfund. Nur zwei Exemplare entstanden.

### Markenname Tripacer
Der Tripacer ohne Modellname basierte auf einem modifizierten Fahrgestell des Citroën 2 CV. Es war ein Dreirad mit hinterem Einzelrad. Die offene Karosserie bestand aus Aluminium. Dieses Modell fand etwa 18 Käufer.
Das Modell Somerset war ähnlich, allerdings vierrädrig und hatte im Heck eine Schmalspur. Hiervon entstanden etwa fünf Stück.